# داتشر كيلتنر
داتشر كيلتنر (مواليد سنة 1962) (بالإنجليزية: Dacher Keltner)‏ أستاذ علم النفس بجامعة كاليفورنيا (بركلي)، حيث يدير مختبر التفاعل الاجتماعي في بركلي. وهو أيضًا مؤسس ومدير الكلية في ( Greater Good Science Center).

## مسيرته
ولد داتشر كيلتنر في ولاية خاليسكو. حصل كيلتنر على بكالوريوس الآداب في علم النفس وعلم الاجتماع من جامعة كاليفورنيا (سانتا باربرا) في عام 1984. حصل على الدكتوراه من جامعة ستانفورد في عام 1989، وأكمل ثلاث سنوات من العمل في بعد الدكتوراه مع بول إيكمان في جامعة كاليفورنيا (سان فرانسيسكو).